# Lijst van afleveringen van CSI: Cyber
Dit is een lijst met afleveringen van de Amerikaanse televisieserie CSI: Cyber.

## Seizoen 1 (2015)
| nr. in serie | nr. in seizoen | Aflevering           | Regisseur        | Schrijver(s)                                       | Uitzenddatum  |
| ------------ | -------------- | -------------------- | ---------------- | -------------------------------------------------- | ------------- |
| 1            | 1              | Kidnapping 2.0       | Eagle Egilsson   | Carol Mendelsohn & Ann Donahue & Anthony E. Zuiker | 4 maart 2015  |
| 2            | 2              | CMND:\Crash          | Jeff T. Thomas   | Pam Veasey & Craig O'Neill                         | 11 maart 2015 |
| 3            | 3              | Killer En Route      | Richard J. Lewis | Matt Whitney & Brandon Guercio                     | 18 maart 2015 |
| 4            | 4              | Fire Code            | Howard Deutch    | Matt Whitney                                       | 25 maart 2015 |
| 5            | 5              | Crowd Sourced        | Eriq La Salle    | Craig O'Neill                                      | 8 april 2015  |
| 6            | 6              | The Evil Twin        | Rob Bailey       | Pam Veasey                                         | 15 april 2015 |
| 7            | 7              | URL, Interrupted     | Kate Dennis      | Kate Sargeant Curtis                               | 21 april 2015 |
| 8            | 8              | Selfie 2.0           | Eagle Egilsson   | Anthony E. Zuiker                                  | 22 april 2015 |
| 9            | 9              | L0m1s                | Nathan Hope      | Michael Brandon Guercio                            | 29 april 2015 |
| 10           | 10             | Click Your Poison    | Dermott Downs    | Denise Hahn                                        | 6 mei 2015    |
| 11           | 11             | Ghost in the Machine | Alex Zakrzewski  | Richard Catalani & Carly Soteras                   | 12 mei 2015   |
| 12           | 12             | Bit by Bit           | Aaron Lipstadt   | Thomas Hoppe                                       | 13 mei 2015   |
| 13           | 13             | Family Secrets       | Anton Cropper    | Craig O'Neill & Pam Veasey & Matt Whitney          | 13 mei 2015   |

## Seizoen 2 (2015-2016)
| nr. in serie | nr. in seizoen | Aflevering            | Regisseur           | Schrijver                                           | Uitzenddatum     |
| ------------ | -------------- | --------------------- | ------------------- | --------------------------------------------------- | ---------------- |
| 14           | 1              | Why-Fi                | Alec Smight         | Pam Veasey                                          | 4 oktober 2015   |
| 15           | 2              | Heart Me              | Matt Earl Beesley   | Kate Sargeant Curtis                                | 11 oktober 2015  |
| 16           | 3              | Brown Eyes, Blue Eyes | Alec Smight         | Devon Greggory                                      | 18 oktober 2015  |
| 17           | 4              | Red Crone             | Brad Tanenbaum      | Denise Hahn                                         | 25 oktober 2015  |
| 18           | 5              | Hack E.R              | Eriq La Salle       | Brandon Guercio                                     | 1 november 2015  |
| 19           | 6              | Gone in 6 Seconds     | Allan Arkush        | Matt Whitney                                        | 8 november 2015  |
| 20           | 7              | Corrupted Memory      | Jerry Levine        | Andrew Karlsruher                                   | 15 november 2015 |
| 21           | 8              | Python                | Janice Cooke        | Craig O'Neill                                       | 22 november 2015 |
| 22           | 9              | iWitness              | Paul Holahan        | Carly Soteras                                       | 13 december 2015 |
| 23           | 10             | Shades of Grey        | Louis Milito        | Brandon Guercio & Kate Sargeant Curtis              | 20 december 2015 |
| 24           | 11             | 404: Flight Not Found | Skipp Sudduth       | Thomas Hoppe                                        | 10 januari 2016  |
| 25           | 12             | Going Viral           | Maja Vrvilo         | Pam Veasey                                          | 31 januari 2016  |
| 26           | 13             | The Walking Dead      | Frederick E.O. Toye | Andrew Karlsruher & Scotty McKnight & Craig O'Neill | 14 februari 2016 |
| 27           | 14             | Fit-and-Run           | Jeff Thomas         | Andrew Karlsruher & Scotty McKnight                 | 21 februari 2016 |
| 28           | 15             | Python's Revenge      | Vikki Williams      | Devon Greggory                                      | 2 maart 2016     |
| 29           | 16             | 5 Deadly Sins         | Rob Bailey          | Matt Whitney                                        | 6 maart 2016     |
| 30           | 17             | Flash Squad           | Howard Deutch       | Scotty McKnight                                     | 9 maart 2016     |
| 31           | 18             | Legacy                | Eriq LaSalle        | Pam Veasey                                          | 13 maart 2016    |